# Europsko prvenstvo u košarci – Švicarska 1935.
Europsko prvenstvo u košarci 1935. godine održalo se u Ženevi od 2. do 7. svibnja 1935. godine.